# NGC 5546
NGC 5546 este o radiogalaxie situată în constelația Boarul. A fost descoperită în 1 mai 1786 de către William Herschel. Se află la o distanță de 106,67 megaparseci de Pământ.